# Hyacinthoides non-scripta
Hoa Chuông Xanh là một loài thực vật có hoa trong họ Măng tây. Loài này được (L.) Chouard ex Rothm. mô tả khoa học đầu tiên năm 1944. Đây là một loại cây lâu năm có củ, được tìm thấy ở các khu vực Đại Tây Dương từ phía tây bắc Tây Ban Nha đến Quần đảo Anh, và cũng thường được trồng trong vườn. Nó được biết đến trong tiếng Anh là hoa chuông xanh thông thường hoặc đơn giản là hoa chuông xanh, một cái tên được sử dụng ở Scotland để chỉ hoa chuông xanh Scotland, Campanula rotundifolia. Vào mùa xuân, hoa chuông xanh nở từ nụ rủ mọc thành chùm từ một nhánh thân, bông hình ống từ 5 đến 12 cạnh, màu tím và có mùi thơm ngọt, cánh xoăn mạnh và 3 nhánh lá phụ dài, tuyến tính. Hoa chuông xanh đặc biệt gắn liền với vùng rừng cổ tại Anh.

## Phân loại học
Hyacinthoides non-scripta được Carl Linnaeus mô tả lần đầu tiên trong tác phẩm Giống Loài Thực Vật năm 1753 của ông, là một loài trong chi Hyacinthus. Cụm non-scriptus có nghĩ có nghĩa là "không được đánh dấu" và nhằm phân biệt loài thực vật này với loài lục bình cổ điển trong thần thoại Hy Lạp. Loài hoa thần thoại này, gần như chắc chắn không phải là hoa lục bình hiện đại, mọc lên từ máu của hoàng tử Hyacinthus sắp chết.

## Hình ảnh

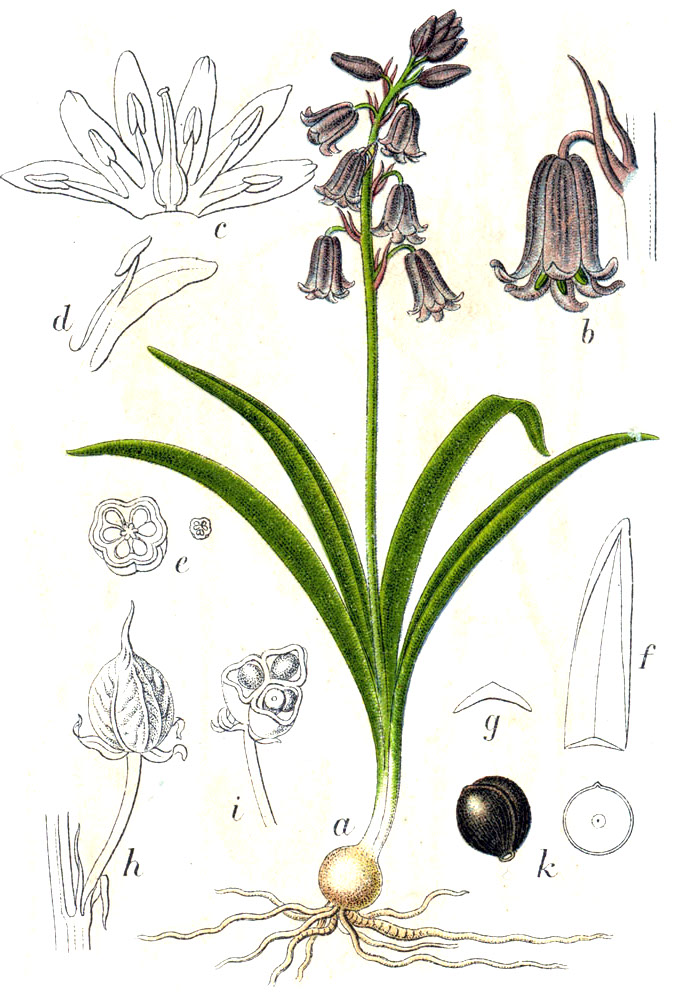
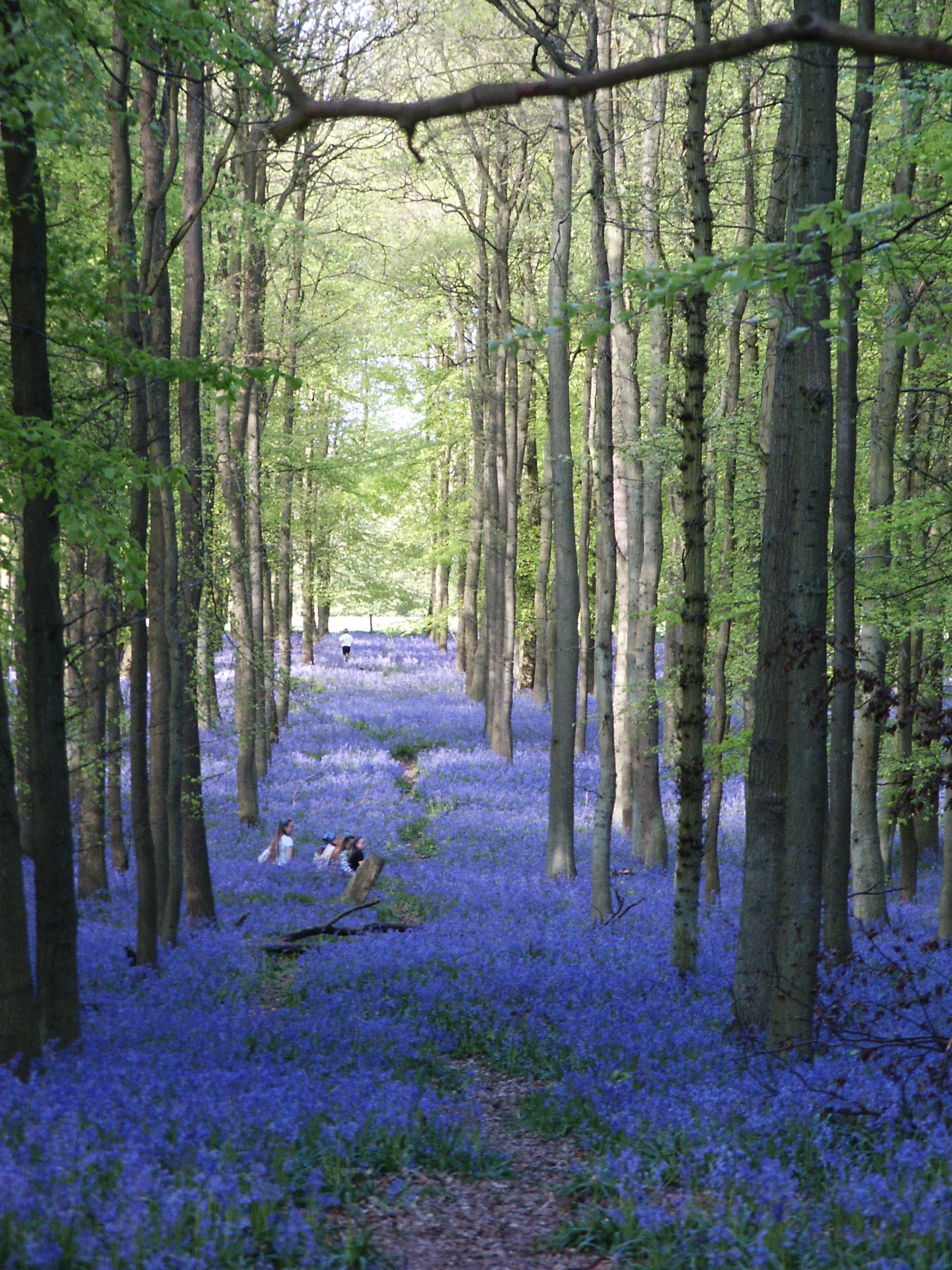
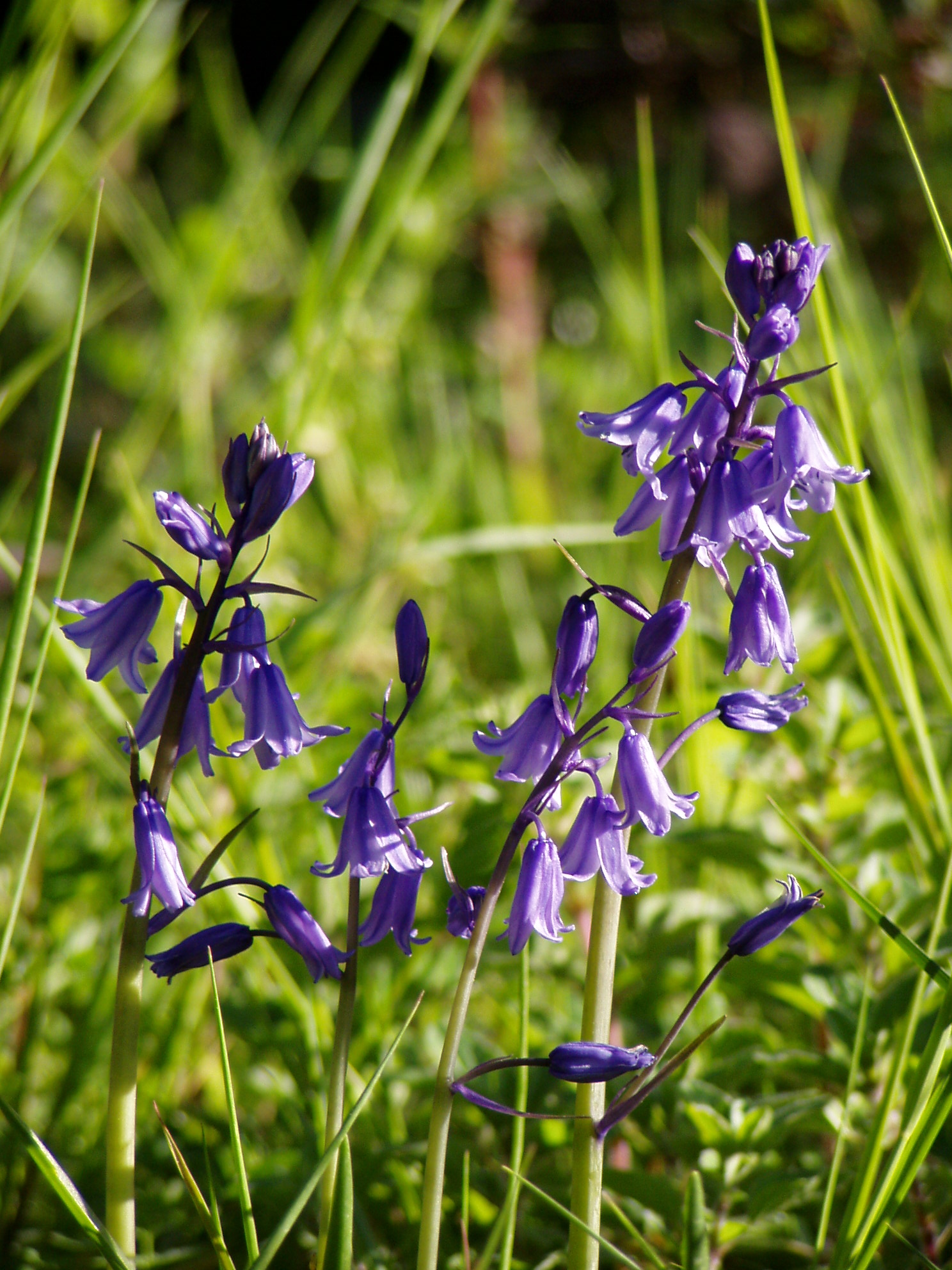
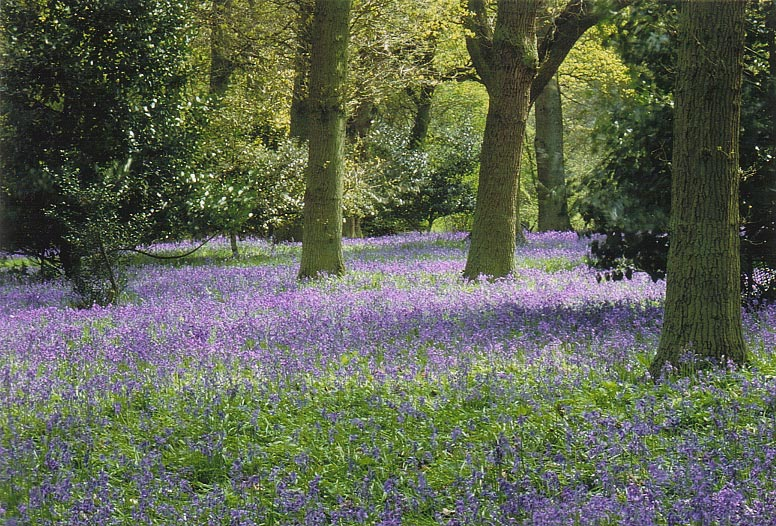